# ملاشة (بني شيكر)
ملاشة هي إحدى مشيخات المملكة المغربية، تتبع جغرافيا لإقليم الناظور وإداريًا لبني شيكر. يقدر عدد سكانها بـ 11322 نسمة حسب الإحصاء الرسمي للسكان والسكنى لسنة 2004.